# Municipio de Stuart (Nebraska)
El municipio de Stuart (en inglés: Stuart Township) es un municipio ubicado en el condado de Holt en el estado estadounidense de Nebraska. En el año 2010 tenía una población de 876 habitantes y una densidad poblacional de 2,51 personas por km².

## Geografía
El municipio de Stuart se encuentra ubicado en las coordenadas 42°35′16″N 99°9′29″O / 42.58778, -99.15806. Según la Oficina del Censo de los Estados Unidos, el municipio tiene una superficie total de 349.55 km², de la cual 349,15 km² corresponden a tierra firme y (0,11 %) 0,39 km² es agua.

## Demografía
Según el censo de 2010, había 876 personas residiendo en el municipio de Stuart. La densidad de población era de 2,51 hab./km². De los 876 habitantes, el municipio de Stuart estaba compuesto por el 99,09 % blancos, el 0,34 % eran afroamericanos, el 0,11 % eran asiáticos y el 0,46 % eran de una mezcla de razas. Del total de la población el 0,46 % eran hispanos o latinos de cualquier raza.